# Hedda Broberg
Hedda Broberg, född 13 november 2001, är en svensk volleybollspelare (center). Hon spelar för Örebro Volley och Sveriges damlandslag.
Brobergs moderklubb är IFK Nyköping. Hon studerade vid riksidrottsgymansiet i volleyboll, Ållebergsgymnasiet och spelade under tiden med deras lag RIG Falköping. NIU vid Falkenbergs gymnasium. Hon spelade sedan ett år med Engelholms VS innan hon begav sig till USA för studier vid Bowling Green State University och spel med deras lag Bowling Green Falcons. Hon stannade bara ett år i USA. Hon har sedan hon återvände till Sverige spelat med Örebro Volley, med vilka hon tog SM-guld, vann Grand Prix samt  grundserien med 2023/2024.